# فيديريكو فان لاك
فيديريكو فان لاك (بالإسبانية: Federico Van Lacke)‏ مواليد 26 يونيو 1980 في سانتا في، هو لاعب كرة سلة أرجنتيني. بدأ مسيرته الاحترافية في سنة 1998. يلعب في دوري كرة السلة الوطني الأرجنتيني.

## المسيرة الاحترافية
لعب مع كانتابريا في الدوري الإسباني في موسم 2002–2003، ثم لعب مع سي بي مورسيا في موسم 2003–2004، ثم لعب مع ولبة من سنة 2005 إلى 2007، ثم لعب مع غرناطة في موسم 2007–2008، ثم لعب مع بلد الوليد في الدوري الإسباني من سنة 2008 إلى 2011، ثم لعب مع جوفينتوت بادالونا في موسم 2011–2012، ثم لعب مع بوكا جونيورز في موسم 2012–2013، ثم لعب مع أوبراس سانيتارياس في الدوري الأرجنتيني في موسم 2013–2014.

## الإنجازات
- الدوري الإسباني لكرة السلة الدرجة الثانية: (1)
  - 2008–09

## روابط خارجية
- فيديريكو فان لاك على موقع الاتحاد الدولي لكرة السلة (الإنجليزية)
- فيديريكو فان لاك على موقع الدوري الإسباني لكرة السلة (الإسبانية)
- فيديريكو فان لاك على موقع كرة السلة الأوروبية.كوم (الإنجليزية)
- فيديريكو فان لاك على موقع ريلجم (الإنجليزية)
- فيديريكو فان لاك على موقع بروبوليرز (الإنجليزية)
- فيديريكو فان لاك على موقع سبورتس رفرنس (الإنجليزية)